# Lyndsie Fogarty
Lyndsie Fogarty (ur. 17 kwietnia 1984 w Brisbane) – australijska kajakarka, brązowa medalistka olimpijska.
Brązowa medalistka igrzysk olimpijskich w Pekinie w 2008 roku w K-4 na 500 m (razem z Lisa Oldenhof, Hannah Davis i Chantal Meek) i zdobywczyni szóstego miejsca podczas tych igrzysk w K-2 na 500 m.